# Gryfów Śląski (stacja kolejowa)
Gryfów Śląski – stacja kolejowa w Gryfowie Śląskim, w województwie dolnośląskim, w Polsce. Stacja powstała 20 września 1865 roku wraz z budową linii Śląskiej Kolei Górskiej relacji Rybnica – Zgorzelec. W ruchu osobowym ma ona charakter węzła kolejowego, z którego odchodzą linie w trzech kierunkach – do Jeleniej Góry, Zgorzelca i Świeradowa-Zdroju.
Stacja jest własnością oddziału regionalnego PKP Polskich Linii Kolejowych we Wrocławiu i Zakładu Linii Kolejowych w Wałbrzychu.

## Położenie
Stacja znajduje się we wschodniej części Gryfowa Śląskiego, na północny wschód od Starego Miasta, ok. 1,2 od Rynku, przy ulicy Polnej. Administracyjnie położona ona jest w województwie dolnośląskim, w powiecie lwóweckim, w gminie Gryfów Śląski.
Stacja jest zlokalizowana na wysokości 322 m n.p.m.

## Historia

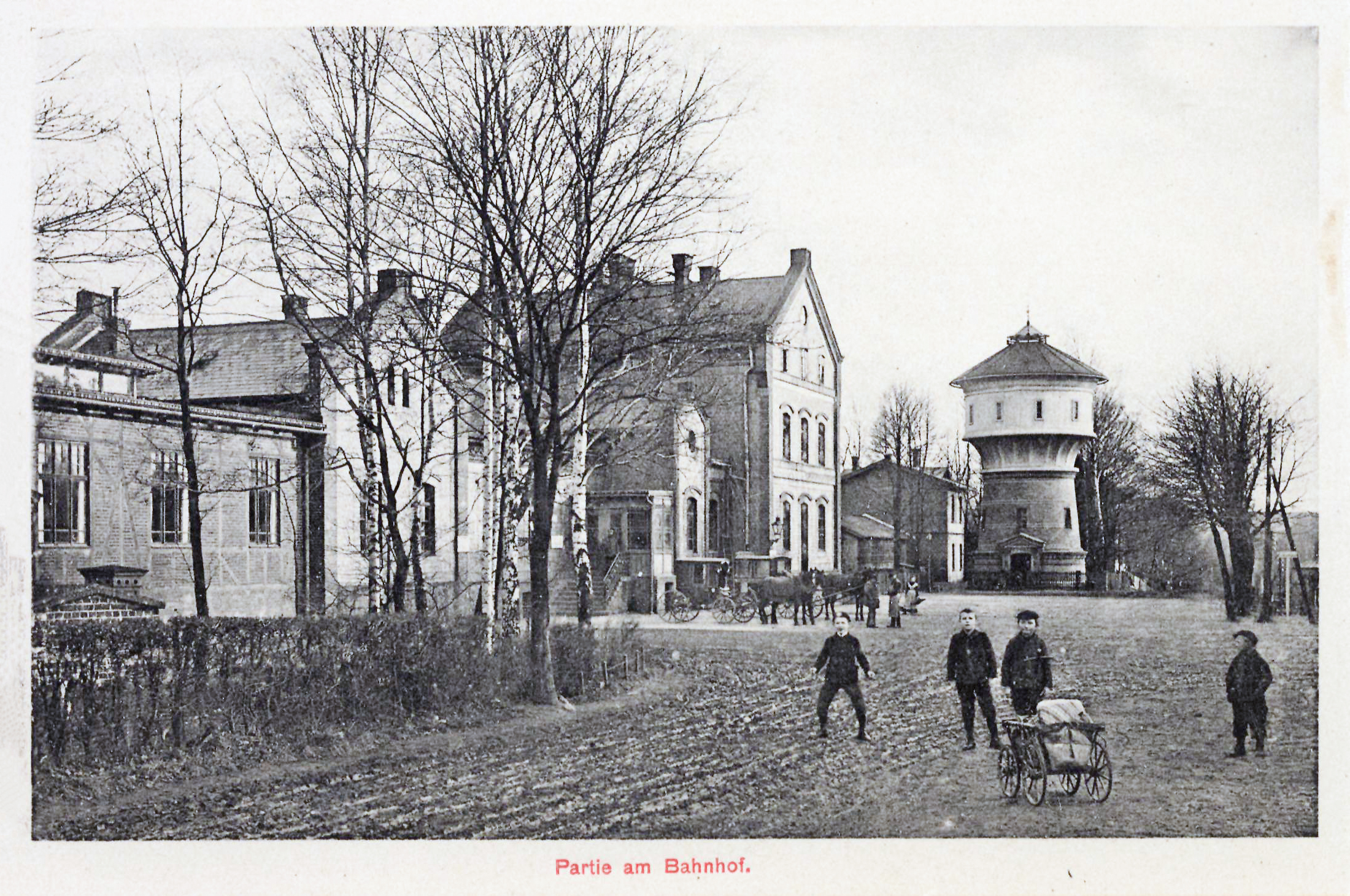
Stacja Gryfów Śląski (ok. 1900)

Powstanie stacji miało związek z budową linii Śląskiej Kolei Górskiej. W 1862 roku podjęto decyzję o budowie połączenia Zgorzelec – Wałbrzych – Międzylesie. Planowana linia kolejowa miała stanowić fragment linii kolejowej Berlin – Wiedeń, a także przyczynić się do rozwoju podupadającego przemysłu włókienniczego i wydobywczego w regionie Wałbrzycha, Jeleniej Góry i Kamiennej Góry. Linię tę oddawano do użytku etapami. Odcinek przechodzący przez stację, tj. Rybnica – Zgorzelec otwarto 20 września 1865 roku. Pierwotnie był to odcinek jednotorowy. Drugi tor wybudowano około 1900 roku, a w 1921 roku odcinek Jelenia Góra – Lubań Śląski zelektryfikowano.
W późniejszym okresie Gryfów Śląski stał się stacją węzłową, co wiązało się z doprowadzeniem państwowej linii kolejowej do Mirska. O połączeniu Gryfowa Śląskiego z Mirskiem zdecydowano w 1882 roku. Wtedy to Landtag Prus podjął decyzję o budowie linii kolejowej do Mirska w celu ożywienia lokalnej gospodarki. Otwarcie linii odbyło się 1 listopada 1884 roku.
Powstanie linii kolejowej między Lwówkiem Śląskim a Gryfowem Śląskim było spowodowane likwidacją jednostki wojskowej w Lwówku Śląskim, ponieważ linia ta stanowiła rekompensatę za jej likwidację. Pierwszy odcinek tej linii łączył Lwówek Śląski z Gryfowem Śląskim, który otwarto 15 października 1885 roku.
Po II wojnie światowej cała infrastruktura przeszła w zarząd Polskich Kolei Państwowych. Wtedy też następował powolny upadek znaczenia stacji w strukturze sieci kolejowej Dolnego Śląska, które spotęgowały przemiany gospodarcze, trwające od 1989 roku. W 1945 roku zlikwidowano trakcję elektryczną, którą na nowo uruchomiono na odcinku Jelenia Góra – Lubań Śląski 13 grudnia 1986 roku.
W 1983 roku zawieszono kursowanie połączeń pasażerskich na odcinku Lwówek Śląski – Gryfów Śląski.
Od 2009 roku władze samorządowe ubiegały się o remont obiektów na stacji, jednakże PKP tylko zabezpieczyło budynek dworca przed dalszą degradacją. Remont stacji rozpoczęto we wrześniu 2014 roku, od naprawy wiaty na peronie 2, natomiast w listopadzie 2014 roku przystąpiono do remontu budynku dworca. W połowie czerwca 2022 roku rozpoczął się remont peronu na stacji Gryfów Śląski, w ramach których wypiaskowano konstrukcję metalową wiaty peronowej, wymieniono jej zadaszenie, płyty betonowe nawierzchni peronu, a także zamontowano nowe tablice i oświetlenie.
8 czerwca 2020 roku spisano akt notarialny, na mocy którego województwo dolnośląskie przejęło linię kolejową nr 317 od Polskich Kolei Państwowych. Pod koniec maja 2021 roku rozpoczęły się pierwsze prace przy rewitalizacji linii kolejowych 317 Gryfów Śląski – Mirsk i 336 Mirsk – Świeradów Zdrój, a pierwsze regularne połączenia pasażerskie ruszyły 10 grudnia 2023 roku.

## Linie kolejowe
Stacja kolejowa Gryfów Śląski ma charakter stacji węzłowej. Przez nią przebiegają następujące linie:
- 274 Wrocław Świebodzki – Zgorzelec/Görlitz (35. posterunek ruchu; 29. stacja lub przystanek osobowy; 163,412 km; linia czynna)[16][17][18],
- 284 Legnica – Pobiedna (20. posterunek ruchu; 71,481 km; linia w kierunku Lwówka Śląskiego nieprzejezdna, w kierunku Mirska czynna pod nr. 317)[16][17][18],
- 317 Gryfów Śląski – Świeradów-Zdrój (1. posterunek ruchu; 0,000 km; linia czynna)[19].

Układ torowy stacji to 5 torów głównych i 11 bocznych.

## Infrastruktura

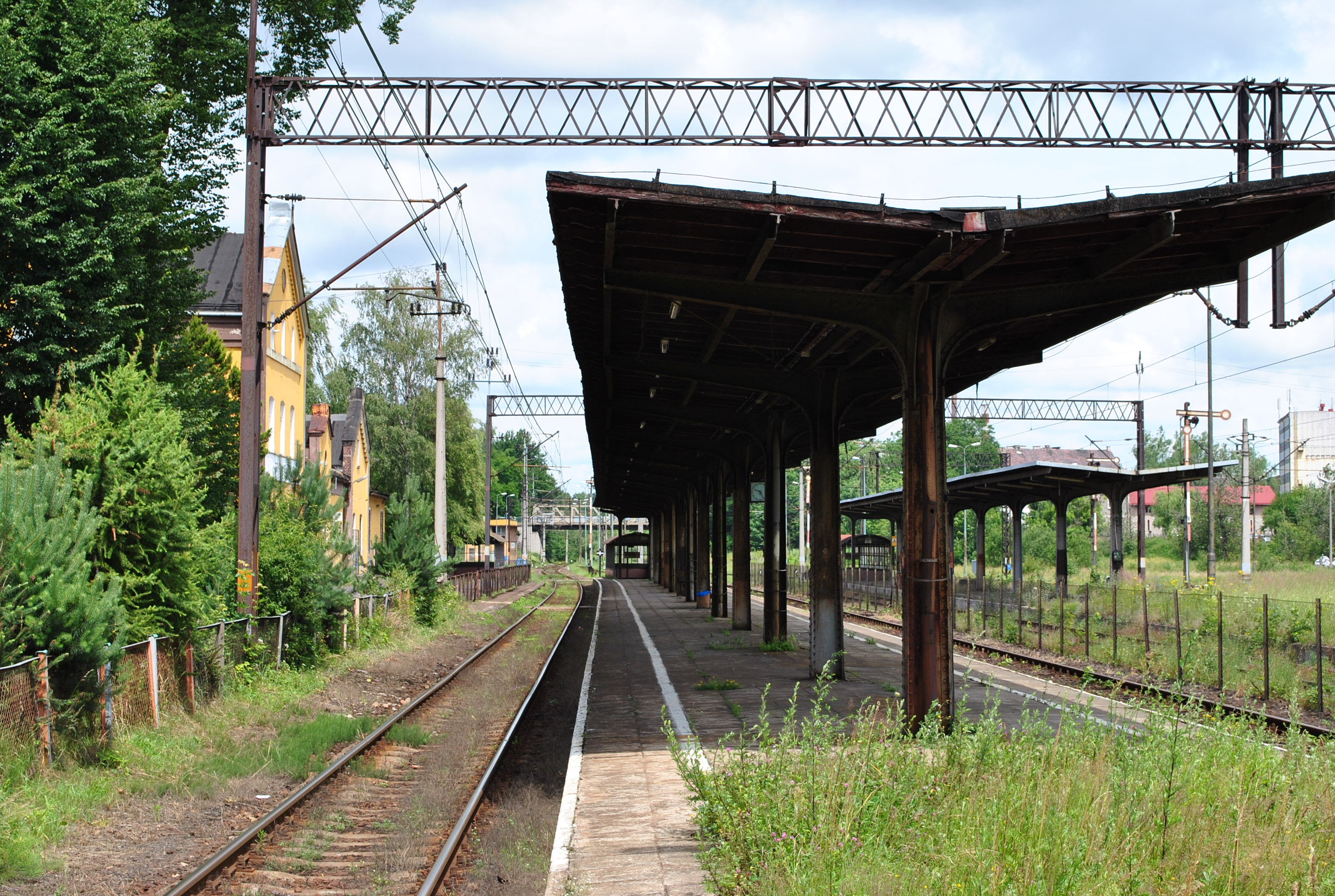
Perony na stacji

Na stacji znajdowało lub znajduje się:
- dworzec kolejowy,
- 2 perony (zadaszone)[20],
- magazyn,
- parowozownia,
- 2 nastawnie,
- wieża wodna,
- budynek mieszkalny,
- zabudowa gospodarcza,
- plac ładunkowy i rampa boczno-czołowa.

## Połączenia pasażerskie
Stacja Gryfów Śląski w ruchu pasażerskim odgrywa rolę regionalną i tylko pociągi tego typu się na niej zatrzymują. Według rozkładu jazdy z okresu 2013/2014 główne kierunki połączeń to: Jelenia Góra, Węgliniec i Zgorzelec. Pociągi obsługiwane były wówczas przez Koleje Dolnośląskie i Przewozy Regionalne. Od 10 grudnia 2023 roku odbywa się ruch pasażerski z Gryfowa Śląskiego odbywa się także w kierunku Świeradowa-Zdroju, obsługiwany przez Koleje Dolnośląskie.
| Okres   | Stacja docelowa                                                                                                   | L. połączeń      | Źródło                      |           | Okres                                                                       | Stacja docelowa | L. połączeń          | Źródło |
| ------- | --- | ---------------- | --------------------------- | --------- | --------------------------------------------------------------------------- | --------------- | -------------------- | ------ |
| 1950/51 | Lubań Jelenia Góra Zgorzelec Lubsko                                                                               | 6 4 1            | [ 23 ] [ 24 ]               | 1990/91   | Jelenia Góra Lubań Węgliniec Świeradów Zdrój Szczecin Zgorzelec             | 14 13 10 4 1    | [ 25 ] [ 26 ] [ 27 ] |        |
| 1956/57 | Lubań Jelenia Góra Mirsk Lwówek Śląski Świeradów Zdrój Zgorzelec Legnica Węgliniec                                | 10 7 6 5 4 3 1   | [ 28 ] [ 29 ] [ 30 ] [ 31 ] | 1992/93   | Lubań Węgliniec Jelenia Góra Świeradów Zdrój Zielona Góra Szczecin          | 13 12 11 4 2 1  | [ 32 ] [ 33 ] [ 34 ] |        |
| 1966/67 | Lubań Jelenia Góra Mirsk Świeradów Zdrój Lwówek Śląski Złotoryja Zgorzelec Legnica Węgliniec                      | 8 6 5 4 3 1      | [ 35 ] [ 36 ] [ 37 ] [ 38 ] | 1996/97   | Jelenia Góra Węgliniec Świeradów Zdrój Zielona Góra Szczecin                | 10 9 5 2 1      | [ 39 ] [ 40 ] [ 41 ] |        |
| 1975/76 | Lubań Jelenia Góra Mirsk Świeradów Zdrój Lwówek Śląski Zgorzelec Złotoryja Legnica Węgliniec Żary Kłodzko Karpacz | 11 7 6 5 4 3 2 1 | [ 42 ] [ 43 ] [ 44 ] [ 45 ] | 1999/2000 | Jelenia Góra Węgliniec Zielona Góra Szczecin                                | 10 9 2 1        | [ 46 ] [ 47 ]        |        |
| 1980/81 | Lubań Jelenia Góra Mirsk Świeradów Zdrój Zgorzelec Lwówek Śląski Złotoryja Legnica Węgliniec Görlitz Karpacz Żary | 11 8 5 4 3 2 1   | [ 48 ] [ 49 ] [ 50 ] [ 51 ] | 2013/14   | Jelenia Góra Węgliniec Zgorzelec Żary                                       | 5 4 1           | [ 21 ]               |        |
| 1985/86 | Lubań Jelenia Góra Zgorzelec Świeradów Zdrój Węgliniec Żary Frankfurt nad Menem                                   | 10 8 4 3 2 1     | [ 52 ] [ 53 ] [ 54 ]        | 2023/24   | Świeradów-Zdrój Jelenia Góra Goerlitz Węgliniec Wrocław Główny Lubań Śląski | 11 10 8 1       | [ 55 ]               |        |

## Ruch pasażerski
| Rok  | Wymiana pasażerska [os./doba] | Źr.    |
| ---- | ----------------------------- | ------ |
| 2017 | 100–149                       | [ 56 ] |
| 2022 | 200–299                       | [ 57 ] |